# KCNA3
An Error has occurred retrieving Wikidata item for infobox
KCNA3（potassium voltage-gated channel subfamily A member 3）またはKv1.3は、ヒトではKCNA3遺伝子によってコードされているタンパク質である。
カリウムチャネルは、機能・構造の両面において最も複雑な電位依存性イオンチャネルである。これらのチャネルが有する多様な機能には、神経伝達物質の放出、心拍、インスリン分泌、神経の興奮、上皮を介した電解質の輸送、平滑筋の収縮、細胞体積の調節が含まれる。ショウジョウバエでは、shaker、shaw、shab、shalという配列の関連性を有する4つのカリウムチャネル遺伝子が同定されており、そのそれぞれにヒトホモログが存在する。
KCNA3遺伝子は電位依存性のshaker関連サブファミリーに属するカリウムチャネルタンパク質をコードしている。このファミリーのメンバーは6つの膜貫通セグメントを有し、4番目のセグメントにはshaker型リピート配列が存在している。KCNA3は遅延整流型チャネルに属し、このクラスのチャネルは神経細胞の活動電位後の効率的な再分極を可能にしている。KCNA3はT細胞の増殖と活性化にも必要不可欠な役割を果たしている。KCNA3はイントロンを持たない遺伝子であり、KCNA2やKCNA10とともに1番染色体上でクラスターを形成している。

## 機能
KCNA3遺伝子にコードされている電位依存性Kv1.3（KCNA3）チャネルは、T細胞やB細胞に発現している。ヒトの全てのT細胞は1細胞につきおよそ300個のKv1.3チャネル、そして10–20個のKCa3.1（KCNN4）チャネルを発現している。活性化に伴って、ナイーブT細胞やセントラルメモリーT細胞ではKCa3.1チャネルの発現が約500チャネルにまで高まるのに対し、エフェクターメモリーT細胞ではKv1.3チャネルの発現が高まる。ヒトのB細胞種では、ナイーブB細胞や初期メモリーB細胞は静止状態ではKv1.3やKCa3.1は少数発現しているだけであるが、活性化後にはKCa3.1の発現が高まる。対照的に、クラススイッチを行ったメモリーB細胞はKv1.3チャネルを多数（1細胞につき約1500個）発現しており、その数は活性化後に増加する。
Kv1.3は一連のアダプタータンパク質を介してT細胞受容体シグナル伝達複合体と物理的に共役しており、抗原提示時に免疫シナプスへ移動する。一方、チャネルの遮断が免疫シナプス形成の阻害をもたらすわけではない。Kv1.3とKCa3.1はT細胞の膜電位とカルシウムシグナル伝達を調節している。CRACチャネルを介したカルシウムの流入は、Kv1.3やKCa3.1を介したカリウムの流出によって促進される。
エフェクターメモリーT細胞ではKv1.3チャネルの遮断によって、カルシウムシグナル、サイトカインの産生（IFN-γやIL-2）、そして細胞増殖が抑制される。In vivoでは、Kv1.3遮断薬は炎症部位のエフェクターメモリー細胞を無力化し、炎症組織での再活性化を防ぐ。対照的に、ナイーブT細胞やセントラルメモリーT細胞に対してはKv1.3遮断薬はリンパ節へのホーミングやリンパ節内での運動性には影響を及ぼさない。これらの細胞はKCa3.1チャネルを発現しているためにKv1.3の遮断の影響から保護されることが、こうした差異の原因となっている可能性が高い。
Kv1.3はリンパ球内のミトコンドリア内膜に発現していることも報告されている。アポトーシスタンパク質Baxはミトコンドリア外膜に挿入され、リジン残基を介してKv1.3のポアを遮断することが示唆されている。このように、Kv1.3の調節はアポトーシスに寄与する多くの機構のうちの1つとなっている可能性がある。

## 臨床的意義

### 自己免疫
多発性硬化症の患者では、疾患と関連する血中のミエリン特異的T細胞は主に、Kv1.3チャネルを多く発現している共刺激非依存的なエフェクターメモリーT細胞である。剖検脳の病変部位のT細胞も主にKv1.3を高レベルで発現しているエフェクターメモリーT細胞である。1型糖尿病の小児において血液から単離されるインスリンやGAD65に特異的な疾患関連T細胞もKv1.3チャネルを多数発現しているエフェクターメモリーT細胞であり、関節リウマチの患者の滑液中のT細胞も同様である。これらの患者にみられる他の抗原特異性を有するT細胞は、活性化に伴ってKCa3.1チャネルをアップレギュレーションするナイーブT細胞またはセントラルメモリーT細胞である。したがって、Kv1.3特異的遮断薬によるエフェクターメモリーT細胞による選択的抑制が可能であり、保護機能を担う免疫応答を損なうことなく多くの自己免疫疾患を緩和することが可能であると考えられる。このアイデアを実証する研究結果として、多発性硬化症、1型糖尿病、関節リウマチ、接触皮膚炎、遅延型過敏症のラットモデルにおいてKv1.3遮断薬による予防や治療が報告されている。
齧歯類では、治療に用いられる濃度のKv1.3遮断薬が臨床的に明白な毒性を示すことはなく、急性インフルエンザウイルス感染やクラミジア感染に対する免疫応答が損なわれることはない。自己免疫疾患治療薬としてのKv1.3遮断薬の開発が多くのグループによって行われている。

### 代謝
Kv1.3は肥満の治療、2型糖尿病患者の末梢インスリン感受性の改善、歯周病における骨吸収の予防のための標的となると考えられている。KCNA3遺伝子のプロモーター領域の遺伝的多様性はインスリン感受性の低さや耐糖能異常と関連している。

### 神経変性
Kv1.3チャネルは、アルツハイマー病患者剖検脳とマウスモデルの双方で活性化されたプラーク関連ミクログリアで高度に発現していることが明らかにされている。急速単離されたマウスミクログリアに対するパッチクランプ法やフローサイトメトリーによる研究では、アルツハイマー病モデル疾患の進行とともにKv1.3チャネルがアップレギュレーションされることが確認されている。KCNA3遺伝子はミクログリアにおける炎症促進応答の調節因子の1つであることも明らかにされている。また5-(4-フェノキシブトキシ)ソラレン（PAP-1） やイソギンチャク毒素ベースのペプチドであるShK-223によるKv1.3チャネルの選択的遮断によってアルツハイマー病マウスのアミロイドβプラーク量が低下することが示されており、この効果はミクログリアによる除去が高まるためである可能性がある。

## 遮断薬
Kv1.3を遮断する物質としては、サソリ由来の毒素（ADWX1、OSK1、マルガトキシン、カリオトキシン、カリブドトキシン、Noxiustoxin、Anuroctoxin、OdK2）やイソギンチャク由来の毒素（ShK、ShK-F6CA、ShK-186、ShK-192、BgK）といったペプチドや、低分子化合物（PAP-1、Psora-4、Correolide、ベンズアミド類、CP339818、プロゲステロン、クロファジミン）がある。Kv1.3遮断薬クロファジミンは、慢性移植片対宿主病、全身性エリテマトーデス、膿疱性乾癬の治療における有効性が報告されている。さらに、クロファジミンを抗菌薬クラリスロマイシン、リファブチンと併用することでクローン病患者に約2年間の寛解をもたらす。しかしながら効果は一時的なものである。この効果は抗マイコバクテリウム活性によるものと考えられたが、クロファジミンによる免疫調節効果であった可能性もある。